# Nikt tak pięknie nie mówił, że się boi miłości
Nikt tak pięknie nie mówił, że się boi miłości – singel zespołu Pidżama Porno promujący płytę Bułgarskie Centrum. Singiel został wydany w ograniczonym nakładzie (każdy egzemplarz jest numerowany) przez S.P. Records w 2004 roku. 

## Lista utworów
1. nikt tak pięknie nie mówił, że się boi miłości – wersja płytowa – 6:11
2. nikt tak pięknie nie mówił, że się boi miłości – wersja teledyskowa i radiowa – 4:50
3. nikt tak pięknie nie mówił, że się boi miłości – Tom Horn remix – 3:58
4. nikt tak pięknie nie mówił, że się boi miłości – Aru, Buchmacher, Wieża remix – 3:20
5. nikt tak pięknie nie mówił, że się boi miłości – teledysk - 4:50